# Romerillos, Veracruz
Romerillos är en ort i Mexiko.   Den ligger i kommunen Las Minas och delstaten Veracruz, i den sydöstra delen av landet, 210 km öster om huvudstaden Mexico City. Romerillos ligger 2 078 meter över havet och antalet invånare är 204.
Terrängen runt Romerillos är varierad. Runt Romerillos är det ganska tätbefolkat, med 108 invånare per kvadratkilometer. Närmaste större samhälle är Atzalan, 14,8 km nordväst om Romerillos. I omgivningarna runt Romerillos växer i huvudsak blandskog.